# ザ・ジャム
ザ・ジャム（The Jam）は、イギリスのロックバンド。ポール・ウェラーを中心にしてロンドンで1977年デビューし、1982年10月に解散した。

## 来歴
1972年にロンドン郊外のサリー州ウォキングで、当初はビートルズなどのカバーをするパーティ・バンドとして結成された。結成当時はポール・ウェラーがベース、ブルース・フォックストンとスティーヴ・ブルックスがギター、リック・バックラーがドラムスという4人体制であったが、スティーヴの脱退と共にポールがギターを、ブルースがベースを担当するようになる。
セックス・ピストルズのライブにインスパイアされ、バンドは徐々にモータウンなどのR&Bを高速で演奏するスタイルに変化。やがてオリジナル中心となり、イギリスを席巻していたパンクムーブメントの真只中である1977年の2月にポリドールと契約。4月にシングル「イン・ザ・シティ」、ついで同タイトルのファーストアルバム『イン・ザ・シティ』が5月に発売された。
当時18歳のフロントマン、ポール・ウェラーの、精悍ながらも少年の面影を残すルックスとはあまりに対照的な激しいコードカットとボーカル、ブルース・フォクストンのヘビーかつタイトなベース、リック・バックラーの疾走感溢れるドラムスにより生み出されるジャムサウンドは、既にライブにおいて一部の熱狂的なファンに支持されていた。アルバムでは、ウェラーの憧れでもあるスモール・フェイセスのスティーヴ・マリオットの影響もあるものの、全体にはパンキッシュなライブ感そのままのサウンドを聴かせた。その最初期のサウンドにはザ・フーやモータウンの他にも先輩格にあたるTHE BOYSやドクター・フィールグッドからの影響が窺える。
パンク/ニュー・ウェイヴの追い風もあり人気を獲得した彼らは、その勢いに乗って2作目『ザ・モダン・ワールド』を発表するものの、前作ほどの成功は収められず、ポール・ウェラー自身も後のインタビューで「半分ぐらいの曲は失敗作」と語っている。
しかし、翌1978年にリリースされた3作目『オール・モッド・コンズ』は、ザ・フー、スモール・フェイセスやモータウンサウンドの影響を受けたR&Bが取り入れられたサウンドを創り出し、モッズとしてのアイデンティティー、独自性を前面に打ち出した傑作となった。特にウェラーのソングライティングが進境を見せ、アコースティックギターによる「イングリッシュ・ローズ」や夜の都会の風景を描く「チューブ・ステーション」等、これまでのストレートなイメージとは一線を画す楽曲を作り出している。ウェラー自身は1998年、当時の心境に関して「俺はやっと一人前になれた。『ザ・モダン・ワールド』を出した後、俺はこのまま成り行きにまかせるか、それとも抗うか自問自答してたんだ」と語っている。モッズ・リヴァイヴァルの立役者ともなった『オール・モッド・コンズ』はファン、ジャーナリズムに高く支持されバンドの最初のピークとなり、これを機にジャムの快進撃が始まる。
ヒット曲「イートン・ライフルズ(The Eton Rifles)」を含む1979年発表の4thアルバム『セッティング・サンズ』では、「電話のあの娘(Girl on the Phone)」などのストレートなジャムサウンドに加え、ヘビーな展開を見せる「プライベート・ヘル(Private Hell)」や曲調の変化に富んだ「少年の兵士(Little Boy Soldier)」、ウェラーのロマンチストとしての一面を覗かせる「不毛の荒野(Wasteland)」など充実した楽曲が多く、3rdアルバムと並ぶ傑作とファンの呼び声も高い。同年の英音楽誌『ニュー・ミュージカル・エクスプレス』でのリーダーズポールでは、ベストバンド、ベストアルバム(『セッティング・サンズ』)、各プレイヤー等の主要部門を独占、英国での人気が絶大なものであることを世に知らしめた。以降、解散まで同誌でのベストバンドの座は譲らなかった。
1980年にはシングル「ゴーイング・アンダーグラウンド(Going Underground)」を発表。元々はカップリングの「ドリームズ・オブ・チルドレン(Dreams of Children)」と両A面の予定だったが、レコードプレスの間違いで「ゴーイング～」がA面扱いとなったこのシングルは英国で初登場 No.1 を獲得。後のライブアルバム『ディグ・ザ・ニュー・ブリード(Dig the New Breed)』でも素晴らしい演奏を聞かせる両曲は、今もジャムの楽曲中で人気が高い。この年には待望の初来日公演を果たしている（来日は翌1981年、1982年の計3回）。同年発表された5thアルバム『サウンド・アフェクツ』では先の「ドリームズ〜」でもその予兆が見られたサイケデリックな要素等、さまざまな音楽を取り入れた実験性、重厚な音作りを見せる。シングルカットされた「スタート!(Start!)」はビートルズのアルバム『リボルバー』収録曲「タックスマン」を連想させるベースラインで、ウェラー自身は『サウンド・アフェクツ』に関して、『リボルバー』とマイケル・ジャクソンのアルバム『オフ・ザ・ウォール』を融合した作風と説明している。また、収録された「ザッツ・エンターテインメント」はファンの人気も高く、ウェラー自身も後のソロキャリアでも取り上げる程の代表曲の一つとなった。この曲はザ・スミス解散後のモリッシー等にカバーされている。
1982年、結果的にスタジオ盤ではラストとなる『ザ・ギフト』を発表。ホーンセクションの導入、ファンク、カリプソ等の要素を取り入れ音楽性の振幅はさらに広くなり、モータウン調の「悪意という名の町(Town Called Malice)」はシングルカットされ No.1 となる。また、このアルバムではフォクストンの活躍が目覚しく、ファンクに傾倒したグルーヴィーなベースを聴かせるほか、自らも「サーカス(Circus)」というファンキーなインストゥルメンタル曲を提供しアルバムの方向性を特徴付ける貢献をしている。こと、バンドの音楽的なピークとしてこのアルバムをベストにあげるファンも多い。また、このアルバムでのブラックミュージック寄りの音作りは後のスタイル・カウンシルへの先鞭ともなる。
しかし、音楽的には充実期を迎えていたものの、ウェラーは「ザ・ジャム」という枠組みの中での活動に終止符を打つ事を選び、「自分たちの成し遂げた事に意味を持たせたい」というコメントと共に同年10月に突如、解散を宣言した。間髪を容れず発表されたラストシングル「ビート・サレンダー(The Beat Surrender)」はまたも初登場 No.1を獲得した。英国では未だ絶大な支持を得ていたにもかかわらず、同年12月11日のブライトンでのラストギグを最後に、バンドは幕を降ろした。
解散後、ウェラーは元マートン・パーカスのミック・タルボット(Mick Talbot / Key)と新ユニット「スタイル・カウンシル(The Style Council)」を結成。そしてブルース・フォクストンは、元ビッグ・カントリーのマーク・ブレゼジッキーと元ザ・フーのピート・タウンゼントの弟、サイモン・タウンゼントとでカスバ・クラブを結成。新たな道を歩むことになった。
ジャムはよくパンク・ロックに分類される事が多く、当時ウェラーも「セックス・ピストルズにインスパイアされた」と語りデビュー当時の作風にはパンクの影響が色濃かったが、ウェラー自身は元々スティーヴ・マリオットやザ・フー、更にモータウンやスタックスといったR&Bの大ファンであり、ファッションにしても細身のスーツ+ネクタイからカラフルなシャツ、スカーフといったパンクとは異なるものをウェラーは当時から(スタカンの前から)スタイリッシュに着こなしていた。そういう意味ではモッズというべきで、モッズを意識した作品を作り続けたことからモッズフリークからは「モッド・ファーザー」とも呼ばれている。
一方で、ワーキングクラス出身のリアリティを見せるシリアスな歌詞と時々織り込まれるユーモア、インタビューでの政治的な発言とその裏腹のピュアネス、何よりそのソリッドでハードなジャムサウンドから、やはり彼らはパンク/ニュー・ウェイヴの中心的存在であり、そのようなムーブメント、カテゴリを飛び越え、当時のイギリスの普通の若者達から絶大な支持を受けた特異な存在であった。
2007年、デビュー30周年を機に、ポール・ウェラー抜きで「From The Jam」名義の再結成ツアーが行われた。2010年に発表されたポール・ウェラーのソロ・アルバム『ウェイク・アップ・ザ・ネイション』では、ウェラーとブルース・フォクストンが、ザ・ジャム解散から28年ぶりに共演している。
2025年2月17日、ドラマーのリック・バックラーが死去。

## メンバー
- ポール・ウェラー（Paul Weller、1958年5月25日 - ）（66歳） - ボーカル・ギター
- ブルース・フォクストン（Bruce Foxton、1955年9月1日 - ）（69歳） - ベース
- リック・バックラー（Rick Buckler、1955年12月6日 - 2025年2月17日[10]）（69歳） - ドラムス

## ディスコグラフィ

### アルバム

#### スタジオ盤
| タイトル                                         | 発売年月日     | チャート           |
| ------------------------------------------------ | -------------- | ------------------ |
| イン・ザ・シティ（In the City）                  | 1977年5月20日  | 全英20位           |
| ザ・モダン・ワールド（This Is the Modern World） | 1977年11月18日 | 全英22位           |
| オール・モッド・コンズ（All Mod Cons）           | 1978年11月3日  | 全英6位            |
| セッティング・サンズ（Setting Sons）             | 1979年11月16日 | 全英4位、全米137位 |
| サウンド・アフェクツ（Sound Affects）            | 1980年11月28日 | 全英2位、全米72位  |
| ザ・ギフト（The Gift）                           | 1982年3月12日  | 全英1位、全米82位  |

#### ライブ、コンピレーション盤
| タイトル                                                       | 発売年月日     | チャート            |
| -------------------------------------------------------------- | -------------- | ------------------- |
| Dig The New Breed（ライブ）                                    | 1982年12月10日 | 全英2位、 全米131位 |
| Snap!（ベスト盤）                                              | 1983年10月14日 | 全英2位             |
| Compact Snap!（ベスト盤）（Snap!の抜粋CD版）                   | 1983年         | -                   |
| グレイテスト・ヒッツ（Greatest Hits）（シングル集）            | 1991年7月1日   | 全英2位             |
| Extras（レア・トラック集）                                     | 1992年4月6日   | 全英15位            |
| Live Jam（ライブ）                                             | 1993年10月25日 | 全英25位            |
| The Jam Collection（編集盤）                                   | 1996年10月22日 | -                   |
| Direction, Reaction, Creation（5枚組ボックス・セット）         | 1997年5月26日  | 全英8位             |
| The Very Best of the Jam（ベスト盤）                           | 1997年         | 全英9位             |
| Fire and Skill: The Songs of the Jam（トリビュート・アルバム） | 1999年11月1日  | -                   |
| 45 rpm: The Singles, 1977-1979（全シングル集・上）             | 2001年4月2日   | -                   |
| 45 rpm: The Singles, 1980-1982（全シングル集・下）             | 2001年4月30日  | -                   |
| The Jam at the BBC（BBCライブ 2枚組）                          | 2002年5月21日  | 全英33位            |
| The Sound of the Jam（25周年記念ベスト盤）                     | 2002年5月21日  | 全英3位             |

### シングル
| タイトル                                             | 発売年月日     | 収録アルバム           | チャート |
| ---------------------------------------------------- | -------------- | ---------------------- | -------- |
| イン・ザ・シティ（In the City）                      | 1977年4月29日  | イン・ザ・シティ       | 40       |
| All Around the World                                 | 1977年7月23日  | -                      | 13       |
| The Modern World                                     | 1977年11月5日  | ザ・モダン・ワールド   | 36       |
| News of the World                                    | 1978年3月11日  | -                      | 27       |
| David Watts / 'A' Bomb In Wardour Street（両A面）    | 1978年8月6日   | オール・モッド・コンズ | 25       |
| Down in the Tube Station at Midnight                 | 1978年10月21日 | オール・モッド・コンズ | 15       |
| Strange Town                                         | 1979年3月17日  | -                      | 15       |
| When You're Young                                    | 1979年8月25日  | -                      | 17       |
| The Eton Rifles                                      | 1979年11月3日  | セッティング・サンズ   | 3        |
| Going Underground / Dreams of Children（両A面）      | 1980年3月22日  | -                      | 1        |
| Start!                                               | 1980年8月23日  | サウンド・アフェクツ   | 1        |
| ザッツ・エンターテインメント（That's Entertainment） | 1981年2月7日   | サウンド・アフェクツ   | 21       |
| Funeral Pyre                                         | 1980年6月6日   | -                      | 4        |
| Absolute Beginners                                   | 1981年10月24日 | -                      | 4        |
| Town Called Malice / Precious（両A面）               | 1982年2月13日  | ザ・ギフト             | 1        |
| Just Who Is the 5 O'Clock Hero?                      | 1982年7月3日   | ザ・ギフト             | 8        |
| The Bitterest Pill                                   | 1982年9月18日  | -                      | 2        |
| Beat Surrender                                       | 1982年12月4日  | -                      | 1        |

「That's Entertainment」、「Just Who Is the 5 O'Clock Hero?」の2枚はドイツからの輸入盤がUKチャートインしたもの。